# Medicine (canción de Jennifer Lopez)
«Medicine» es una canción grabada por la cantante estadounidense Jennifer Lopez con el rapero marroquí-estadounidense French Montana. Se lanzó como sencillo el 3 de abril de 2019 y marca el primer lanzamiento de Lopez bajo Hitco Entertainment, y su tercera colaboración con French Montana, después de «Same Girl» y «I Luh Ya Papi». Fue escrita por López, Kimberly Krysiuk, Varren Wade, Moses Ayo Samuels, Olaniyi Michael Akinkunmi, Mikkel Eriksen , Tor Erik Hermansen y Karim Kharbouch . 

## Antecedentes y lanzamiento
Sobre volver a trabajar con French Montana, López dijo: «Me encanta colaborar con gente del Bronx, me hace sentir como en casa, como una conexión especial». La cantante describió «Medicine» como una «canción muy atrevida, un tipo de empoderamiento de la mujer».
Lopez anunció la canción en las redes sociales el 21 de marzo de 2019, compartiendo la portada y el enlace de pre-pedido. El 3 de abril de 2019, Lopez debutó la canción en vivo en The Morning Mash-Up en SiriusXM Hits 1 Celebrity Session. La portada se destacó por el uso que hizo López del sombrero Endless Echo de la diseñadora Heidi Lee, que fue usado previamente por un hombre conocido como Di Mondo en la alfombra roja del Festival Internacional de la Canción de Viña del Mar 2013 en Chile.

## Presentaciones en vivo
López interpretó la canción en vivo por primera vez durante Today, en el Rockefeller Plaza el 6 de mayo en la ciudad de Nueva York. La canción también sirve como el número de apertura de la gira It's My Party de López.

## Lista de ediciones
| - Descarga digital 1. «Medicine» con French Montana – 2:54 - Descarga digital (DJ Pack) 1. «Medicine» (acapela) con French Montana – 2:50 2. «Medicine» (instrumental) – 2:52 | - Descarga digital (Steve Aoki Block Remix) 1. «Medicine» (Steve Aoki - Block Remix) – 2:50 - Descarga digital (Remixes) 1. «Medicine» (Kaskade Remix) – 2:50 2. «Medicine» (Happy Colors y Gualtiero Remix) – 3:20 |

## Posicionamiento en listas
| Listas (2019)                       | Mejor posición |
| ----------------------------------- | -------------- |
| Australia Digital Tracks (ARIA)     | 14             |
| Bolivia (Monitor Latino)            | 6              |
| Canadá (Canadian Hot 100)           | 91             |
| Estados Unidos (Dance Club Songs)   | 1              |
| Estados Unidos (Digital Song Sales) | 32             |
| Estados Unidos (Mainstream Top 40)  | 33             |
| Hungría (Single Top 40)             | 21             |
| Nueva Zelanda (RMNZ)                | 22             |

## Historial de lanzamiento
| País           | Fecha               | Formato                      | Versión                  | Discográfica                 | Ref    |
| -------------- | ------------------- | ---------------------------- | ------------------------ | ---------------------------- | ------ |
| Varios         | 3 de abril de 2019  | Descarga digital y streaming | Original                 | Hitco, Nuyorican Productions | [ 8 ]  |
| Estados Unidos | 9 de abril de 2019  | Contemporary hit radio       | Original                 | Hitco, Nuyorican Productions | [ 20 ] |
| Varios         | 27 de abril de 2019 | Descarga digital             | DJ Pack                  | Hitco, Nuyorican Productions | [ 9 ]  |
| Varios         | 17 de mayo de 2019  | Descarga digital y streaming | Steve Aoki (Block Remix) | Hitco, Nuyorican Productions | [ 10 ] |
| Varios         | 21 de junio de 2019 | Descarga digital y streaming | Remixes                  | Hitco, Nuyorican Productions | [ 11 ] |